# Lernanthropus mollis
Lernanthropus mollis is een eenoogkreeftjessoort uit de familie van de Lernanthropidae. De wetenschappelijke naam van de soort is voor het eerst geldig gepubliceerd in 1979 door Kabata.